# Piazza degli Affari
La Piazza degli Affari (literalmente: «plaza de los negocios»), conocida habitualmente como Piazza Affari, es una de las plazas más importantes de Milán (Italia), situada cerca de la Piazza Cordusio y de la Piazza del Duomo. Símbolo no solo de la economía milanesa, sino también de las finanzas italianas, la plaza es conocida principalmente por albergar la sede del mercado financiero nacional, la Bolsa de Milán, fundada aquí el 16 de enero de 1808.

## Historia

### Época romana

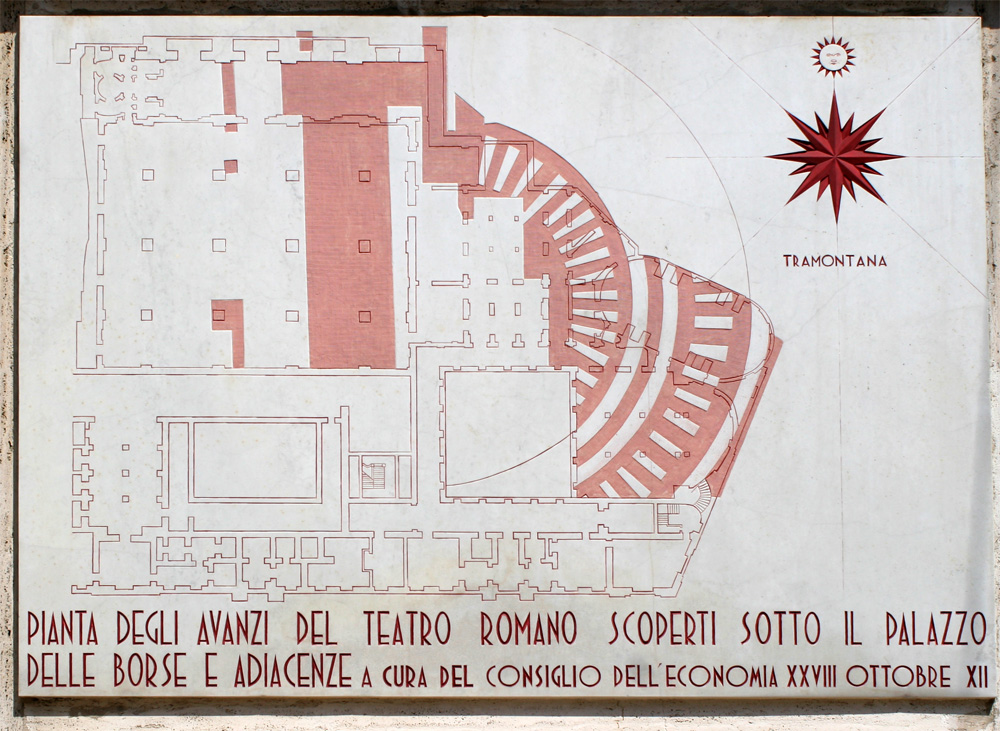
Placa de mármol en un lado del Palazzo Mezzanotte, que esboza los restos del antiguo teatro romano de Milán, enterrados bajo este edificio.

Durante la época romana, donde en la actualidad están situados el Palazzo Mezzanotte (sede de la Bolsa de Milán) y el adyacente Palazzo Ercole Turati (sede de la Cámara de Comercio de Milán), al norte de la Piazza degli Affari, se encontraba el teatro romano de Milán. Este teatro fue construido dentro de las murallas romanas de la ciudad —cerca de las actuales Via Cordusio y Corso Magenta, que ya entonces eran importantes ejes viarios— durante el reinado del emperador Augusto, en el siglo i a. C. El edificio tenía una fachada escénica de 20 metros de altura y una cávea de 95 metros de diámetro y podía albergar a entre siete mil y nueve mil espectadores, en una época en la que Milán contaba con unos veinticinco mil habitantes.
El teatro mantuvo su función original hasta el siglo iv o v d. C., cuando los edictos de Teodosio y la progresiva conquista del poder por parte de la Iglesia empezaron a obstaculizar las representaciones teatrales y los juegos en los anfiteatros. Al igual que gran parte de la ciudad, fue destruido en 1162 por Federico Barbarroja.
En el espacio donde posteriormente se abriría la plaza, en el siglo iii d. C. el emperador Maximiano hizo erigir su palacio en Milán y, a su lado, el circo romano.

### SigloXX: la nueva plaza

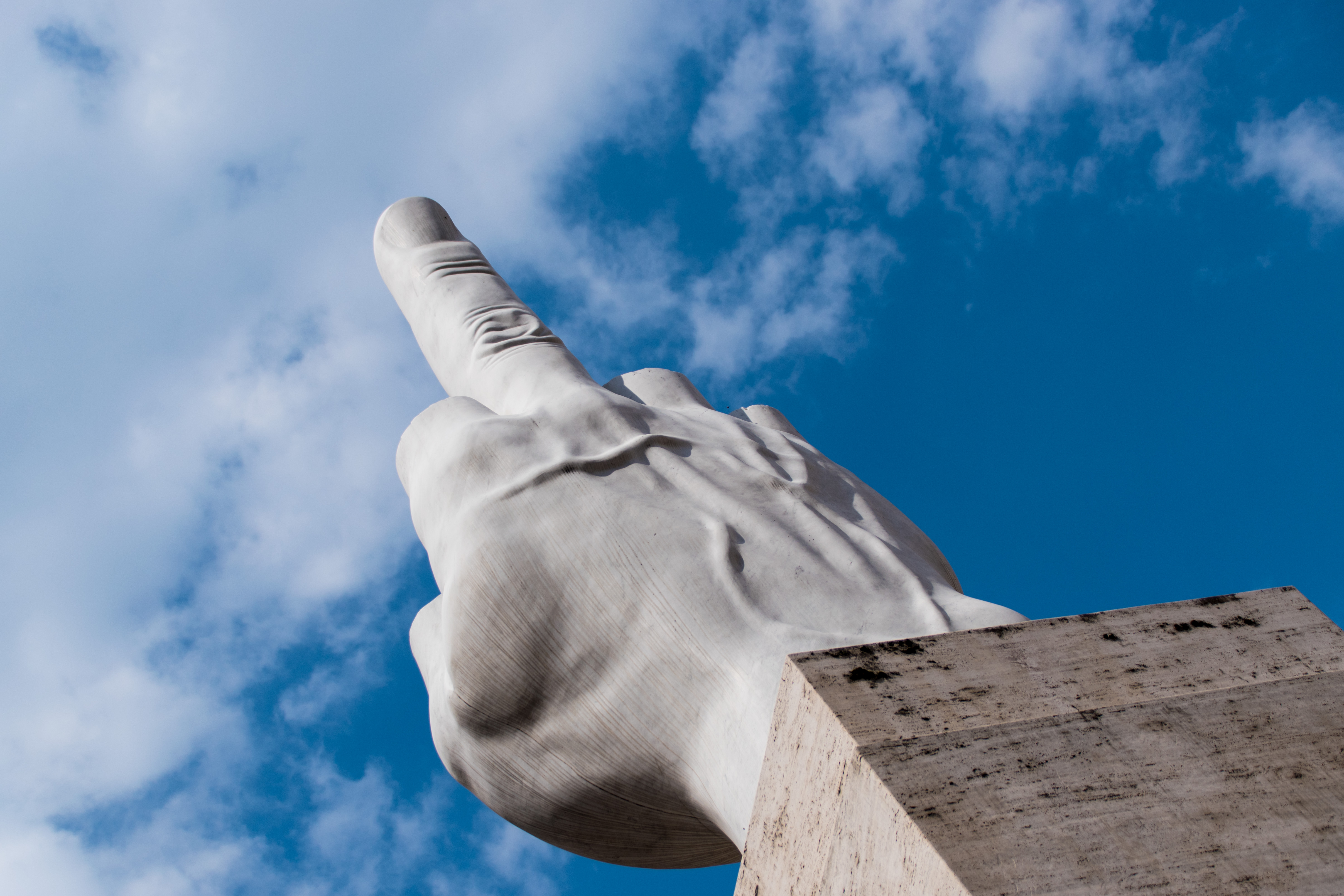
La escultura L.O.V.E.

La plaza adquirió su fisonomía actual durante el siglo xx, cuando fue remodelada con la construcción de dos majestuosos edificios, uno frente al otro: el primero, completado en 1932 según el proyecto del arquitecto Paolo Mezzanotte, en el que se instaló la Bolsa de Milán; y el segundo, construido en 1939 para cerrar la plaza y diseñado por Emilio Lancia con esculturas de Giuseppe Maretto.
La historia del edificio de la Bolsa, conocido como Palazzo Mezzanotte, empezó en 1927 cuando su arquitecto, Paolo Mezzanotte, emprendió los estudios para su construcción, que se inició en 1929, pero sufrió continuas interrupciones y ralentizaciones debido al descubrimiento de los restos del teatro romano. El edificio tiene una superficie de 6450 metros cuadrados y fue inaugurado en octubre de 1932.

### SigloXXI: el dedo de Cattelan
En el año 2010 se colocó en el centro de la plaza una escultura titulada L.O.V.E., acrónimo de libertad (en italiano: Libertà), odio (Odio), venganza (Vendetta) y eternidad (Eternità). La obra representa una mano con todos los dedos cortados, como si hubieran sido erosionados por el tiempo, excepto el dedo medio, lo que hace que visualmente parezca una higa, gesto considerado habitualmente obsceno. Realizada en mármol de Carrara, tiene una altura de 4,60 metros, que se convierten en 11 metros si se incluye la base sobre la que se erige. La escultura, inaugurada durante la Gran Recesión, ha sido interpretada como una protesta contra el mundo de las finanzas, simbolizado por la Bolsa, y ha generado una polémica por la naturaleza ofensiva del gesto que representa.

## Transporte
Metro de Milán:
- Duomo
- Cordusio